# Adolf Schirmer (Architekt)

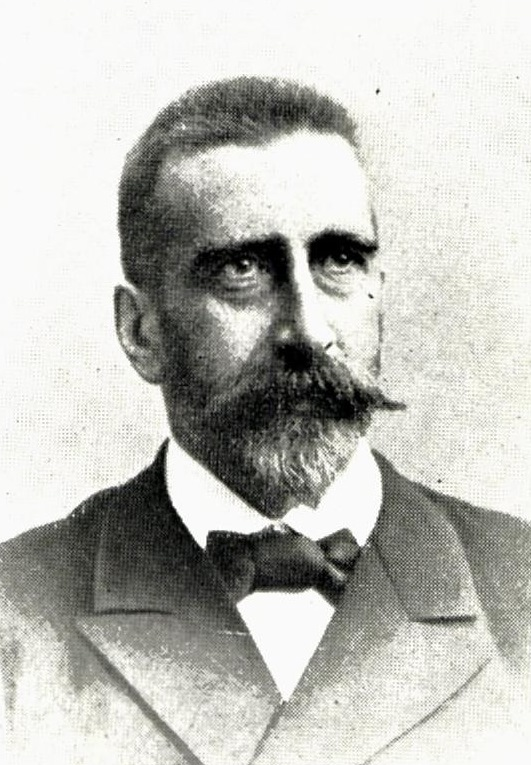
Adolf Schirmer

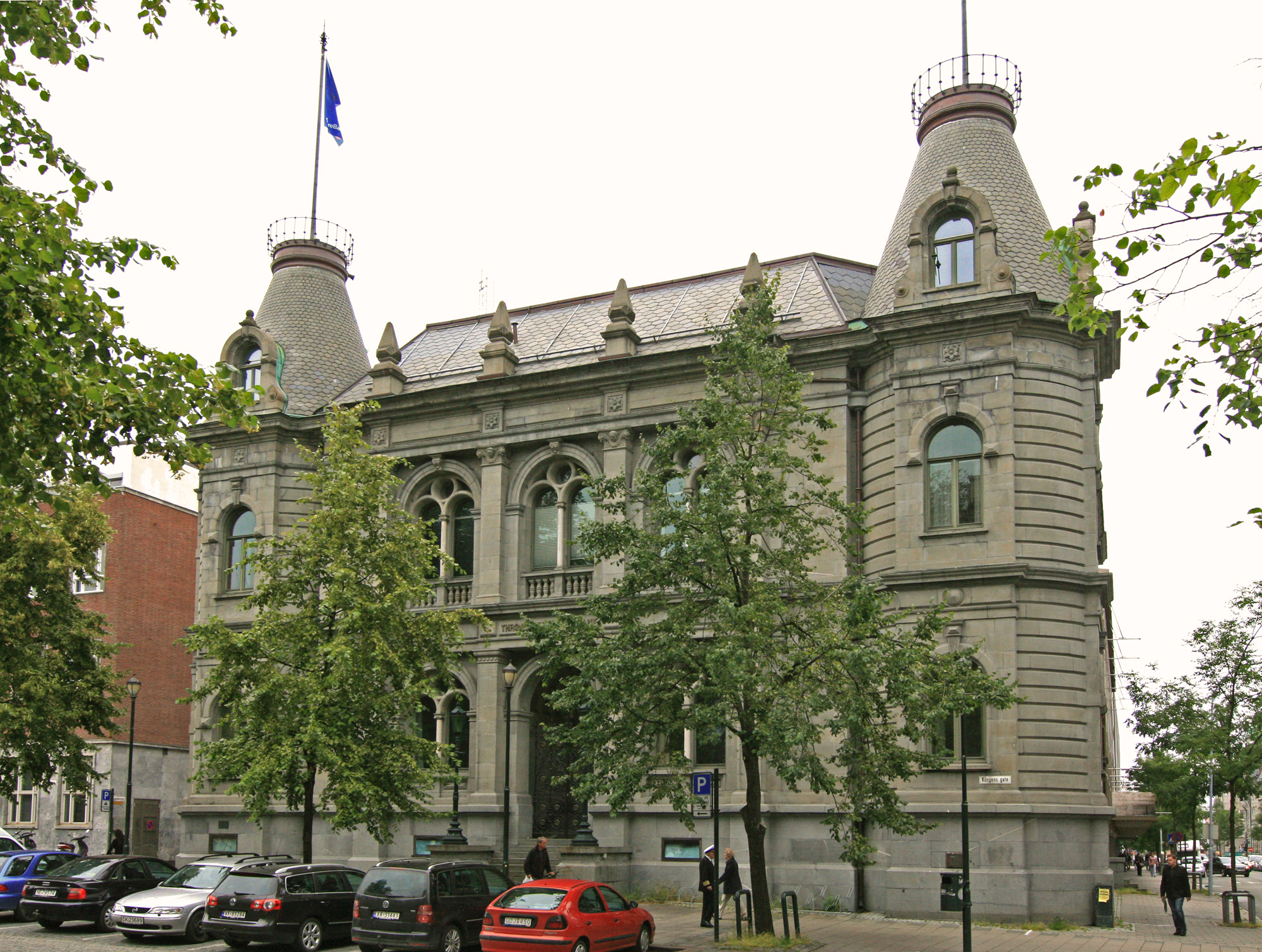
Sparebanken Midt-Norge Bauwerk von Adolf Schirmer

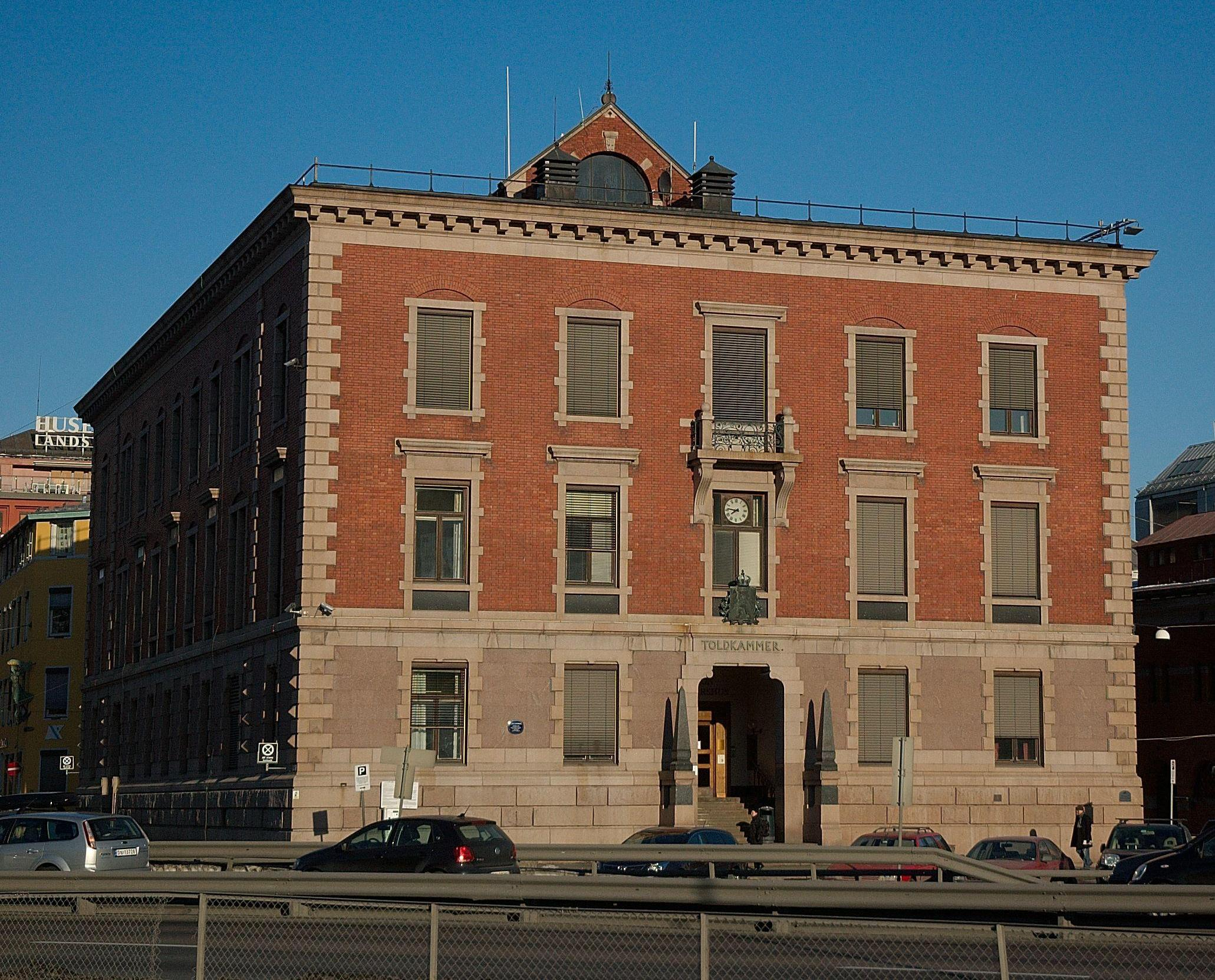
Zollamt in Oslo

Adolf Schirmer (* 1. Oktober 1850 in Christiania; † 11. August 1930 in Bærum) war ein norwegischer Architekt deutscher Abstammung.

## Leben
Seine erste praktische Ausbildung erhielt er bei seinem Vater Heinrich Ernst Schirmer. Nach einem kurzen Studienaufenthalt 1870 in Deutschland, setzte er seine Ausbildung an der Statens håndverks- og kunstindustriskole in Christiania, heute Kunsthochschule Oslo fort. Dort war er ein Schüler des bekannten norwegischen Bildhauer und Künstler Julius Middelthun (* 3. Juli 1820 in Kongsberg; † 5. Mai 1886 in Christiania). In den Jahren 1871 bis 1872 war er als Bauleiter und Assistent bei dem norwegischen Architekten  Georg Andreas Bull in Christiania tätig. Er studierte weiterhin an der Berliner Bauakademie, sowie an der École des Beaux-Arts (dt.: Staatliche Hochschule der Schönen Künste Paris) in Paris und beendete 1874 seine Ausbildung. Nachdem sein Vater, Heinrich Ernst Schirmer eine „Meinungsverschiedenheit“ mit den Bauherren der norwegischen National Galerie hatte, setzte er dessen begonnenen Bau fort. Anschließend betrieb Schirmer ein eigenes Architekturbüro in Christiania bis 1886 und baute viele bekannte Bauwerke in Norwegen. Eine seiner ersten eigenen Arbeiten, war eine Villa in Frognerseteren außerhalb von Oslo, die im sogenannten Drachenbaustil der norwegischen Nationalromantik gebaut wurde. Andere bekannte Werke sind die Trondheimer Sparkasse, 1882, heute Sitz der Sparebanken Midt-Norge (Sparkasse Zentralnorwegens), die Privatbanken in Trondheim (1883), das Ullevål-Krankenhauses (teilweise als Weiterführung des Werkes seines Vaters), 1886 gehört heute zum Ullevål-Universitätsklinikum und das Zollgebäude in Oslo (1896). Im neuen norwegischen Staat wurde er 1887 zum ersten Bauinspektor ernannt, mit der Verantwortung für die landeseigenen Liegenschaften. Gleichzeitig war er Ministeriumsberater für alle öffentliche Bauvorhaben, Kirchen, Schulen, Krankenhäuser und die meisten großen Projekte in Norwegen. Als Folge dessen war er auch verantwortlich für deren Planung, Regulierung, Machbarkeitsstudien und dessen Architektur. Dies bedeutete unter anderem auch, dass er die Zeichnungen für die entsprechenden Projekte und Gebäude lieferte, bzw. überarbeitete. Schirmer war als Jurymitglied in mehreren architektonischen Wettbewerben tätig und ein aktives Mitglied in der norwegischen Ingenieur- und Architektenkammer (Norsk Ingeniør- og Arkitektforening) und Kommissionsmitglied für die Architektenausbildung.

## Auszeichnungen
Schirmer wurde 1896 zum Ritter des Sankt-Olav-Ordens ernannt und 1898 mit den Dannebrogorden (Ritter 1. Klasse) ausgezeichnet.

## Familie
Adolf Schirmer ist der Sohn des Architekten Heinrich Ernst Schirmer und dessen Frau Sophie Ottilie Schirmer, geb. Major (1821–1861) und Bruder des norwegischen Architekten Herman Major Schirmer. Er war mit der Sopranistin Hildur Schirmer geb. Koch  (* 13. März 1856; † 23. April 1914) verheiratet.